# 京野明日香
京野 明日香（きょうの あすか、1987年7月14日 - ）は、日本の元AV女優。

## 人物
福岡県出身。女優・モデル事務所BKプロモーション(ALLプロモーション)に所属していたが、2016年9月、阿澄 ちほ（あすみ ちほ）に改名。所属事務所もファンスタープロモーション(旧・ロータスグループ)に移籍。
趣味、特技：ゲーム・スキューバダイビング。

## 略歴
- 2007年1月に『First Impression 19』でAVデビュー。
- 2014年11月に『淫乱オトコ女 京野明日香』でAV復帰
- 2016年9月、阿澄 ちほ（あすみ ちほ）に改名。

## 出演作品

### アダルトビデオ
2007年
- First Impression 19（2007年1月1日、アイデアポケット）
- BEACH GIRL（2007年2月1日、アイデアポケット）
- ANGEL HIGH SCHOOL（2007年3月1日、アイデアポケット）
- MAX MOSAIC VOL.12（2007年4月1日、アイデアポケット）
- 京野明日香 イカセ潮吹き50連発（2007年7月19日、ディープス）
- 超プレミアム美少女 京野明日香LADY初デビュー!（2007年8月16日、LADY×LADY）共演:姫野愛 他1名
- 狂乱アクメ 執行番号14（2007年8月23日、プレステージ）
- 「何回イったかわからない」（2007年8月25日、オーロラプロジェクト）
- アイデアポケット女子高生作品集 丸ごと8時間（2007年10月1日、アイデアポケット）※総集編
- 六本木ショーダンサー（2007年10月20日、アレックス）共演:瞳れん
- 極上トリプル潮吹き絶頂アクメ 潮吹き総量30L ここまで出ちゃう?!イキまくりヤリまくり潮吹きカーニバル（2007年11月8日、SODクリエイト）共演:園原りか、高瀬七海
- 女教師in… [脅迫スイートルーム] Teacher Asuka（23）（2007年11月15日、ドリームチケット）
- 渋谷系エロカワGALの手コキパラダイス（2007年11月20日、イマージュ）他出演:瞳れん、なごみ、七瀬たまき、成宮結羽、蒼月ひかり、長澤りか、寧々
- モデギャルFUCK EDITION VIII（2007年12月1日、グローリークエスト）
- M男クンのアパートの鍵、貸します。（2007年12月5日、ワープエンタテインメント）
- 女捜査官レイ&アスカ　ペニバンドラッグ・闇の新薬・蝕まれた美肉（2007年12月6日、ヒビノ）…共演:我那覇レイ
- 超 敏感マ○コ 潮吹き100連発! 京野明日香 業界NO．1 潮吹き女王伝説（2007年12月6日、アイエナジー）
- ディープレズビアン 2（2007年12月14日、U&K）共演:星野めぐ
- SUND★ME!! 寸止め連鎖 焦らし寸止め★生殺しリレー（2007年12月15日、ワープエンタテインメント）他多数出演
- 美少女研究所 超敏感 潮吹き人形あすか（2007年12月25日、サイド・ビー制作室）
- ボロアパート不道徳肉欲生活（2007年12月25日、ながえSTYLE）他出演:持田茜

2008年
- 騎乗位中出し100発!（2008年1月1日、V(ヴィ)）
- 美人OLのランチタイム オフィス街の肉欲交尾（2008年1月3日、グローリークエスト）他出演:佐伯奈々、朝日なな、堀口奈津美
- 女子大生の秘密 「私、このあと犯されました。」 陵辱中出し編（2008年1月11日、アップス）
- 2008新春スペシャル企画 極・四十八手秘技伝授 スーパーマジックミラー号 IN 表参道 カップル逆ナンパ（2008年1月17日、SODクリエイト）共演:妃乃ひかり、滝沢優奈、大石もえ
- 普段は凛々しいドM痴女（2008年2月1日、エッジ）
- 近親相姦 母の病気で義父に調教される娘（2008年2月7日、ヒビノ）
- レズオナ。VOL.1（2008年2月15日、U&K）共演:星野めぐ、他出演:大沢佑香、日高ゆりあ
- スーパーマジックミラー号 カップル逆ナンパ 彼女の初めての浮気編 （2008年2月21日、SODクリエイト）共演:妃乃ひかり、滝沢優奈、大石もえ
- ギロチン凌辱アクメ（2008年3月1日、ワンズファクトリー）
- 愛しのご主人様たちへ10人の極嬢ご奉仕メイド4時間スペシャル（2008年3月1日、アイデアポケット）※総集編
- SPLASH GIRL 女鯨05（2008年3月7日、桃太郎映像出版）
- 白の巨塔 黒澤あららのぶっかけ作品集（2008年4月1日、アイデアポケット）※総集編
- 完全潮吹きM（2008年5月19日、ドグマ）
- 濡れたJK 2（2008年5月25日、しのだプロジェクト）他出演:大塚ひな、矢部なつみ、杉崎莉奈、早乙女美奈子、中原美姫
- 絶対発情 潮吹き姫緊縛図鑑!!（2008年6月10日、大洋図書）
- 大好き。（2008年6月12日、S-Project）
- THE 潮吹き 2（2008年6月13日、クリスタル映像）他出演:片岡美沙、笠原ひなの、千葉悠梨、宮沢春菜
- ムラムラした時、したい所で、誰とでもセックスが出来る方法!!（2008年6月19日、SODクリエイト）他出演:長澤りか、美瀬純
- 濡れたJK 2 （2008年6月25日、しのだプロジェクト）他出演:紅音ほたる、大沢佑香
- 競泳彼女（2008年6月25日、しのだプロジェクト）他出演:矢部なつみ、中原美姫、美瀬純、宮下まい、いしいめぐみ
- 痴女にまつわる都市伝説 転校したら生徒がボクだけで美人女教師6人が全員で教えてくれる夢の集団女教師ハーレム学園（2008年7月1日、MOODYZ）共演:三浦亜沙妃、佐藤江梨花、叶樹梨、今野梨乃、紅月ルナ
- レイプ!中出し!アナル!全て輪姦!集団女教師レイプ輪姦（2008年7月1日、MOODYZ）共演:三浦亜沙妃、佐藤江梨花、叶樹梨、今野梨乃、紅月ルナ
- 実録 おもらし三昧（2008年7月1日、AVS）
- 特殊工作員養成所 拷問凌辱に耐え抜いて― 尾崎魔弓vs佐藤江梨花（2008年7月7日、アタッカーズ）共演:佐藤江梨花、尾崎魔弓、長瀬あずさ、近藤優希
- 濡れ娘（2008年7月25日、しのだプロジェクト）他出演:大塚ひな、野中あんり、宮下まい、芽衣奈、早乙女美奈子
- エッチなお姉さんに誘われて 30（2008年7月25日、クリスタル映像）他出演:稲森ケイト、青山ユキ、椎名みかん、栗田優香
- 強制レイプマニアックス 17（2008年9月26日、メディアバンク）他出演:葉月奈穂、志村玲子、坂本愛海、宮崎あい、上原優
- TOHJIRO・体液ベストセレクション No1 （2012年1月19日、ドグマ）他出演:つぼみ、紅音ほたる、浜崎りお、妃乃ひかり、泉まりん、夏芽涼、大沢佑香、工藤れいか、鮎川なお、若槻朱音、園原りか、村上里沙、綾瀬桃子、愛音まひろ、真崎寧々、くるみ

2014年
- 淫乱オトコ女（2014年11月19日、乱丸）
- 全発射本物精子 美しい顔にぶちまけられる大量のザーメン （2014年11月25日、ダスッ！）
- イキっぱなしエビ反り媚薬風俗店 （2014年12月1日、ムーディーズ）
- 中出しお義姉さんの誘惑〜肉欲に溺れる淫らな兄嫁〜 （2014年12月7日、GLAMOROUS）
- ヒロイン・ブレイカー （2014年12月7日、ゴールデンタイム）

### テレビ番組
- 桃のふくらみ #51（MONDO TV）